# محمد صلاح (ممثل)
محمد صلاح حايس (1954- 2025 م) ممثل مصري من مواليد مركز شربين في محافظة الدقهلية، له العديد من الأدوار الثانوية من عام 1985 وحتى وفاته.

## أعماله

### مسلسلات
| - حاميها وحراميها: 2013 - رشدي الطوخي - ألف سلامة: 2013 - تحت الأرض: 2013 - الداعية: 2013 - أهل الهوى: 2013 - آسيا: 2013 - الإمام الغزالي: 2012 - سر علني: 2012 - أخت تريز: 2012 - أشجار النار: 2012 - مع سبق الإصرار: 2012 - هرم الست رئيسة: 2012 - الهاربة 2: 2011 - سي عمر وليلي افندي: 2010 - ماما في القسم: 2010 - موعد مع الوحوش: 2010 - مذكرات سيئة السمعة: 2010 - الفوريجي: 2010 - رحيل مع الشمس: 2010 - بره الدنيا: 2010 - بيت الباشا: 2010 - أكتوبر الآخر: 2010 - عصابة بابا وماما: 2009 - عبودة ماركة مسجلة: 2009 - يوميات ونيس: (ج6) 2009 - أنا قلبي دليلي: 2009 | - الأشرار: 2009 - الأدهم: 2009 - البوابة الثانية: 2009 - الرحايا حجر القلوب: 2009 - حدف بحر: 2009 - الخيول تنام واقفة: 2009 - هانم بنت باشا: 2009 - : 2009 - أولاد الحلال: 2009 - العنكبوت: 2008 - الفنار: 2008 - ظل المحارب: 2008 - رفيق - عدى النهار: 2008 - أيام الرعب والحب: 2008 - وعادت القلوب: 2008 - رمانة الميزان: 2008 - قمر: 2008 - طيارة ورق: 2008 - رجل غني فقير جدا: 2007 - راجل وست ستات: (ج2) 2007 - دنيا: 2007 - الإمام الشافعي: 2007 - الفريسة والصياد: 2007 - المصراوية: (ج1) 2007 - قضية رأي عام: 2007 - حق مشروع: 2007 | - عيون ورماد: 2007 - لا أحد ينام في الإسكندرية: 2006 - الجبل: 2006 - سكة الهلالي: 2006 - حدائق الشيطان: 2006 - آن الأوان: 2006 - العندليب حكاية شعب: 2006 - الإمام المراغي: 2006 - على نار هادئة: 2005 - ريا وسكينة: 2005 - أماكن في القلب: 2005 - الإمام محمد عبده: 2005 - الست اصيلة: 2005 - الرقص مع الزهور: 2005 - عباس الأبيض في اليوم الأسود: 2004 - قلبي يناديك: 2004 - بطة واخواتها: 2004 - الامام النسائي: 2004 - القرار الاخير: 2004 - خان القناديل: 2003 - العصيان:(ج2) 2003 - شاطيء الخريف: 2003 - مسألة مبدأ: 2003 - تعالى نحلم ببكرة: 2003 - حكايات زوج معاصر: 2003 - صاحبك من بختك: 2003 | - كناريا وشركاه: 2003 - اللؤلؤ المنثور: 2002 - الطريق إلى الحقيقة: 2002 - طرح البشر: 2002 - أنظر حولك وابتسم: 2002 - سوق العصر: 2001 - يا رجال العالم أتحدوا: 2000 - خيال الظل: 2000 - أمشير: 2000 - رياح الشرق: 1998 - القضاء في الإسلام: ج7 1999 - ذو النون المصري: 1997 - حياة الجوهري: 1996 - لن أمشي طريق الامس: 1995 - شقة الحرية: 1995 - عصر الأئمة: 1994 - يحيى بن معين - سر الغائب: 1994 - الفرسان: 1994 - دموع صاحبة الجلالة: 1993 - مطلوب عروسة: 1990 - رأفت الهجان: (ج2، 3) 1990، 1991 - أئمة الهدى: 1900 - مقام المالطي - يوميات نجاتي المسحراتي - العقاب - عباد الرحمن |

### أفلام
| - سامي أكسيد الكربون: 2011 - غرفة 707: 2007 - حليم: 2006 - الضابط المهم - قدر إمرأة: 2000 - الوجه الجديد | - جمال عبد الناصر: 1999 - الدكتور - ضربة جزاء: 1995 - الجاسوسة حكمت فهمي: 1994 - الإرهابي: 1993 | - مهمة في تل ابيب: 1992 - الراقصة والسجان: 1992 - عصر القوة: 1991 - النشالة والبيه: 1985 |

### أخرى
| - أهلا يا بكوات: 2006 - الفخ الذهبي: تمثيلية - جلسة على نية: سهرة تلفزيونية | - الحب الأول والأخير: سهرة تلفزيونية - الوفاء: سهرة تلفزيونية - إمشي عدل: مسرحية | - الصحوة: سهرة تلفزيونية - موعد في الانعاش: سهرة تلفزيونية - شلة حرامية: سهرة تلفزيونية |

## وفاته
وافته المنية يوم الأحد 23 رمضان 1446هـ الموافق 23 مارس 2025م، ودُفن في مسقط رأسه بمدينة شربين.